# Adolph vom Rath
Adolph vom Rath (* 23. April 1832 in Würzburg; † 17. Juni 1907 in Berlin) war preußischer Bankier, Mitbegründer und Vorstand der Deutschen Bank.

## Leben
Adolph vom Rath stammt aus einer Kaufmannsfamilie in Duisburg, die Verwandte in anderen deutschen Unternehmen des 19. Jahrhunderts hatte. Adolphs Vater Gerhard Carl vom Rath (1802–13. Nov 1875) betrieb seit 1822 eine Zuckerraffinerie in Duisburg, verlegte diese aber nach Würzburg.
Wilhelm Ludwig Deichmann, ein Schwager und Geschäftspartner von Gerhard Carl vom Rath, war Vorstandsmitglied des A. Schaaffhausen’schen Bankvereins und gründete 1857 in Köln ein eigenes Bankgeschäft, mit dem 25-jährigen Adolph vom Rath als Teilhaber, der bald zur bestimmenden Kraft des Bankhauses Deichmann & Co. werden sollte.
1870 war Adolph vom Rath als Vertreter seines Hauses Mitglied im Gründungskomitee der Deutschen Bank, und gehörte dem Verwaltungsrat an, der am 25. Februar 1870 das Gründungsstatut bei der preußischen Regierung einreichte. Die erste Generalversammlung wählte ihn dann in den 24 Mitglieder umfassenden Verwaltungsrat. 1879 wurde er in die Revisionskommission berufen. Zudem verlegte er 1880 seinen Wohnsitz von Köln nach Berlin und verstärkte seinen Einfluss auf die Direktion der Deutschen Bank. Er wurde 1889 Nachfolger von Adelbert Delbrück, der seit 1871 Verwaltungsratsvorsitzender war. Das Gremium wurde nun „Aufsichtsrat“ gemäß der Aktienrechtsnovelle von 1884 genannt.
Adolph vom Rath war bis zu seinem Tod Aufsichtsratsvorsitzender und verbrachte täglich mehrere Stunden im Hauptgebäude der Bank in der Mauerstraße, um die gesamte Sekretariatskorrespondenz zu lesen.
In der Berliner Viktoriastraße 6 unterhielt die Familie vom Rath bzw. seine Frau Anna vom Rath einen Salon, in dem die Schriftsteller Hugo von Hofmannsthal, Gerhart Hauptmann, der Philosoph Wilhelm Dilthey, die Wissenschaftler Hermann von Helmholtz und Theodor Mommsen sowie die Politiker Ludwig Bamberger und Rudolf von Bennigsen verkehrten.
1901 wurde Adolph vom Rath in den erblichen Adelsstand erhoben, behielt aber seinen Namen „vom Rath“ bei.
Adolph vom Rath starb 1907 im Alter von 75 Jahren in Berlin und wurde auf dem Alten St.-Matthäus-Kirchhof in Schöneberg beigesetzt. Das Grab ist nicht erhalten geblieben.